# Regesta Imperii
Los Regesta Imperii es un proyecto que recopila, analiza y presenta de forma sistemática las fuentes documentales sobre los soberanos del imperio carolingio y el Sacro Imperio Romano Germánico y del papado desde el siglo VIII al XVI.

## Descripción
Se trata de un inventario en orden cronológico de todas las fuentes documentales e historiográficas sobre los reyes carolingios y del Sacro Imperio Romano Germánico hasta Maximiliano I, así como sobre los papas de la Alta Edad Media. Las fuentes se recopilan y clasifican para presentar una reproducción fiel de la forma y el contenido de los documentos y la información historiográfica en una versión abreviada. Por tanto, no se trata de ediciones críticas, sino de una forma sencilla de acceder a estos documentos.

## Historia
El bibliotecario de Frankfurt Johann Friedrich Böhmer inició en 1829 la recopilación y resumen de los documentos de los reyes y emperadores alemanes del medioevo, con el objetivo de preparar una edición crítica de las fuentes. Inicialmente se había concebido como un trabajo complementario de los Monumenta Germaniae Historica, pero con un nuevo concepto de los Regesta se convirtieron en una obra de base inédita.Tras su muerte, el proyecto fue continuado por otros colaboradores y academias, y se amplió el ámbito cronológico y geográfico de los Regesta.

## Objetivo
Los Regesta Imperii ofrecen una síntesis y un comentario de cada fuente, así como información sobre su forma, transmisión, edición y bibliografía. Los Regesta Imperii facilitan el acceso y el análisis de las fuentes, y en algunos casos suplen la falta de ediciones críticas.Otro de los objetivos es completar los Regesta de los soberanos y los papas que faltan o revisar y ampliar los existentes, utilizando las técnicas digitales más modernas y cooperando con otras instituciones europeas para tal propósito. Los Regesta Imperii se han adaptado a las tendencias actuales de la investigación histórica, abordando aspectos como la materialidad, la ritualidad, las concepciones de valores y de orden de la sociedad medieval. Los comentarios que acompañan a los Resgesta pueden abordar aspectos relevantes de la historia de la investigación, las controversias y las problemáticas generales.

## Evolución del proyecto
Los Regesta Imperii han sido sometidos a una amplia revisión para adaptarlo y modernizarlo a las nuevas necesidades historiográficas, tarea desempeñada principalmente por la Akademie der Wissenschaften und der Literatur, AdW-Mainz (Academia de Ciencias y Letras de Maguncia) y el Grupo de Trabajo Regesta Imperii del Instituto de Estudios Medievales de la Academia Austriaca de Ciencias en Viena.
Acorde con los tiempos de informatización y digitalización los Regesta Imperii se han adaptado a la evolución de la investigación electrónica y sus datos están disponibles y consultables en línea.La creación de una base de datos electrónica ha ampliado la forma de modelar y analizar los datos disponibles.

## Enlaces
Página de inicio de Regesta Imperii
RI-Opac (Catálogo de acceso público en línea)